# Territ pectoral
El territ pectoral
(Calidris melanotos) és una espècie d'ocell de la família dels escolopàcids (Scolopacidae) que habita en estiu la tundra de la costa àrtica de Sibèria des de la Península de Taimyr cap a l'est fins a Kamtxatka i en Amèrica des de l'oest i nord d'Alaska cap a l'est pel nord del Canadà incloent les illes Banks, Victòria, Bathurst, Devon, Baffin i Southampton,i el nord-oest de Groenlàndia. Durant l'hivern habita prats humits, estanys i aiguamolls del sud d'Austràlia i Sud-amèrica.